# Ramegnies
Ramegnies est une section de la commune belge de Belœil située en Wallonie picarde dans la province de Hainaut.
C'était une commune à part entière avant la fusion des communes de 1977.

## Géographie

### Situation
Avec la majorité de son territoire couvert de champs, Ramegnies tire son caractère agricole de ce paysage dominant.
Son altitude varie de 49 m au sud, dans le Bois de Milomé, à 79 m au nord, à la frontière avec la commune de Leuze-en-Hainaut.

## Évolution démographique
- Sources : INS, Rem. : 1831 jusqu'en 1970 = recensements, 1976 = nombre d'habitants au 31 décembre.

## Galerie

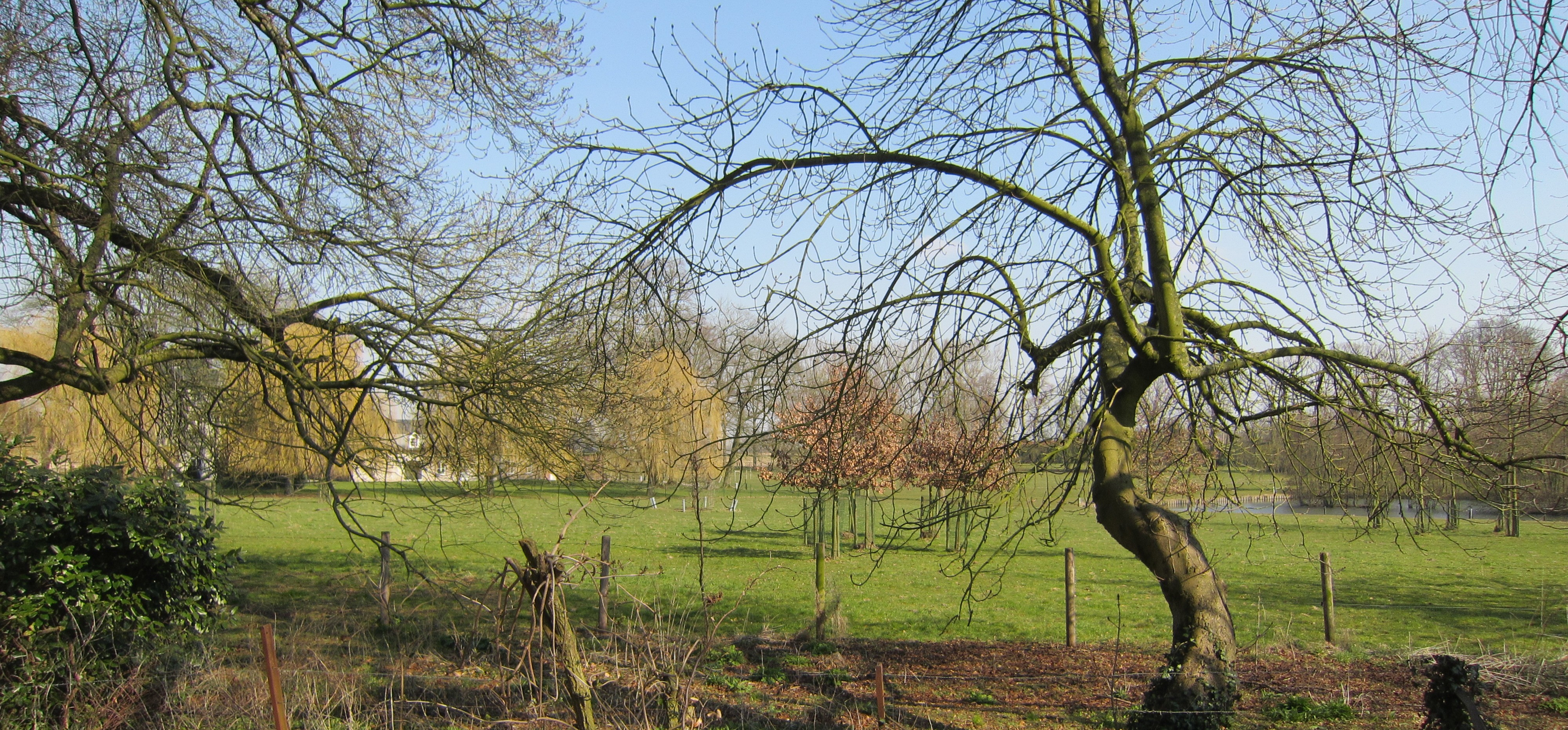
La campagne.
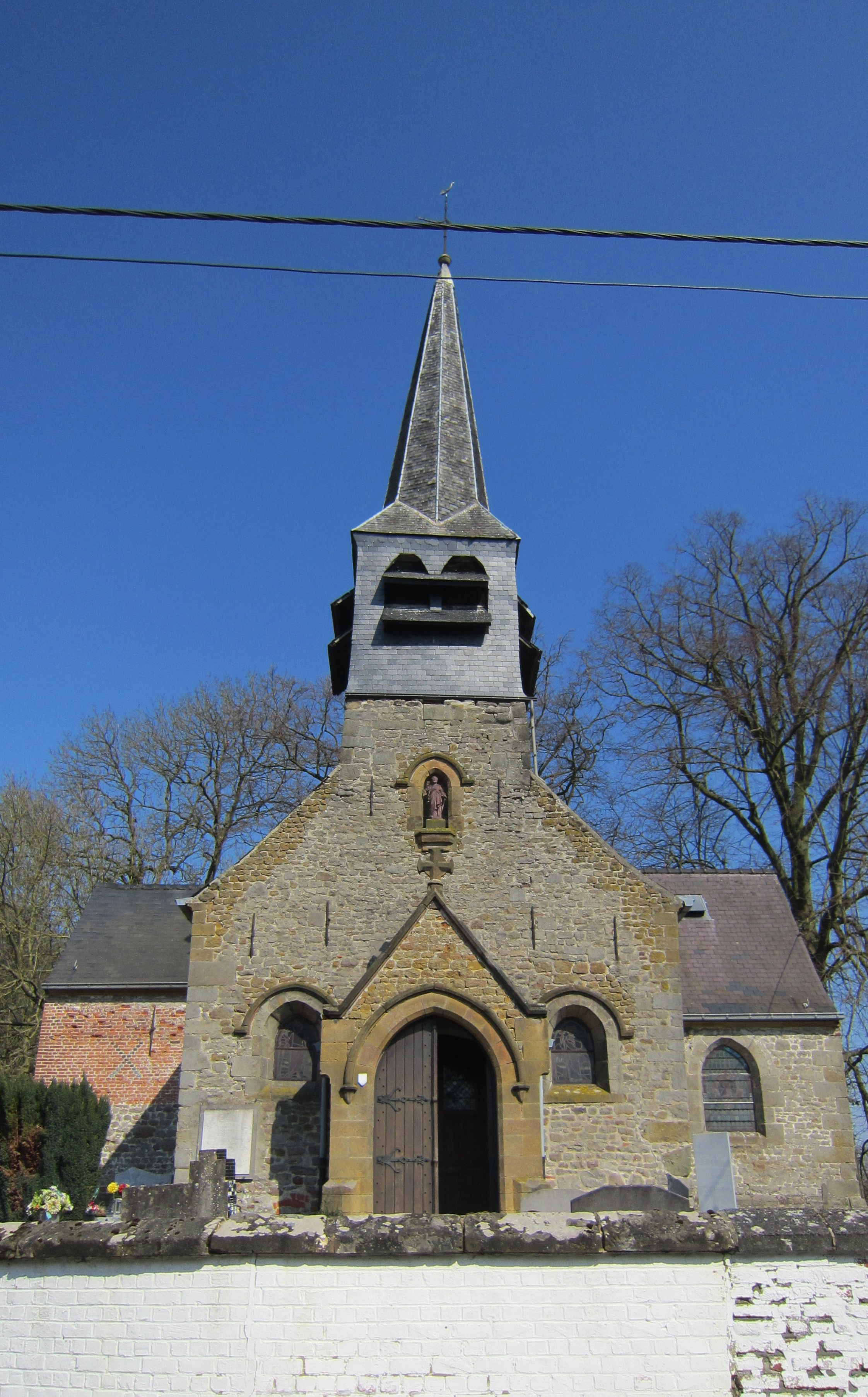
L'église.
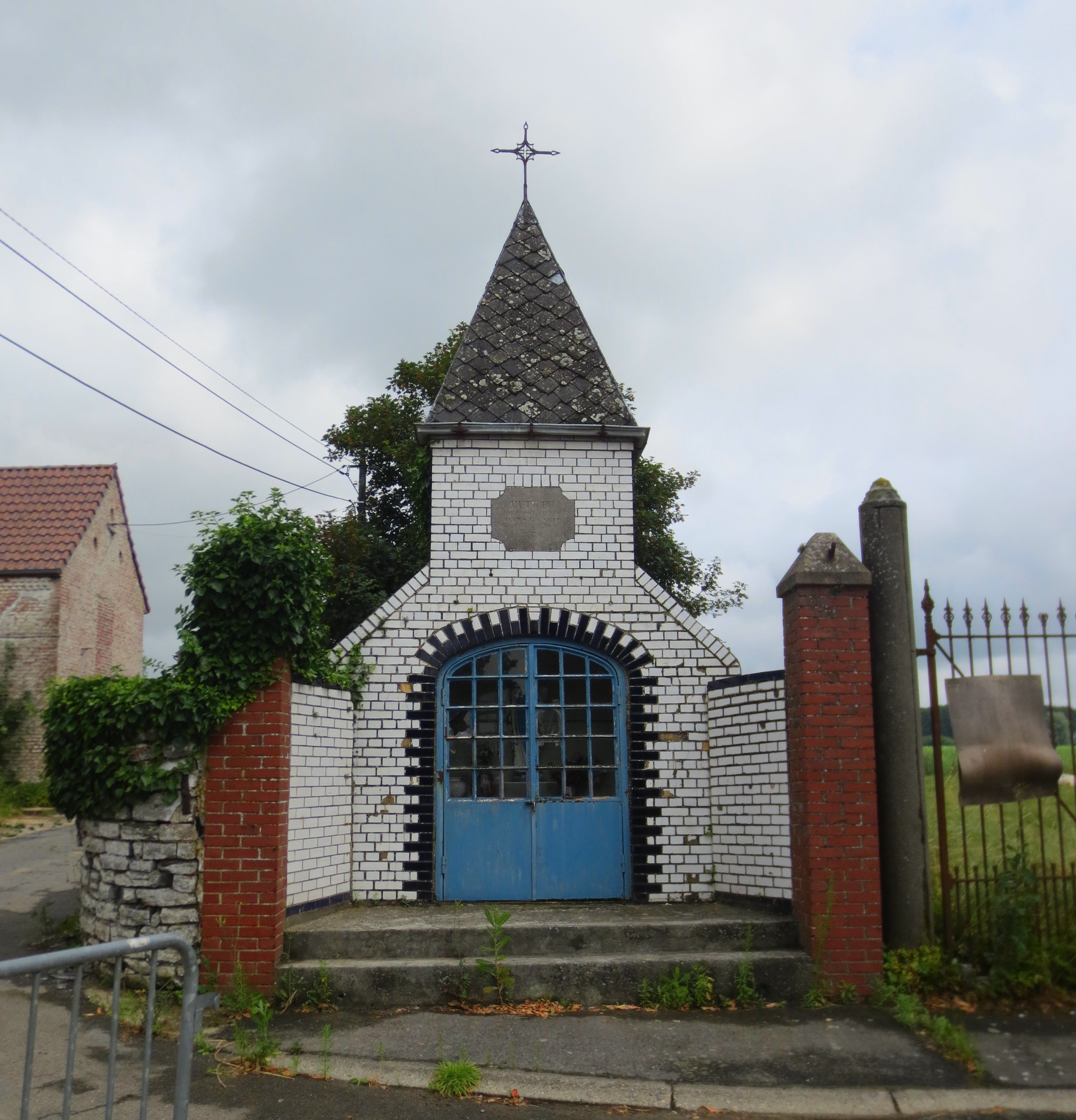
La chapelle.